# Перлесројт
Перлесројт (њем. Perlesreut) град је у њемачкој савезној држави Баварска. Једно је од 25 општинских средишта округа Фрејунг-Графенау. Према процјени из 2010. у граду је живјело 2.908 становника. Посједује регионалну шифру (AGS) 9272138.

## Географски и демографски подаци
Перлесројт се налази у савезној држави Баварска у округу Фрејунг-Графенау. Град се налази на надморској висини од 380–637 метара. Површина општине износи 29,7 km². У самом граду је, према процјени из 2010. године, живјело 2.908 становника. Просјечна густина становништва износи 98 становника/km².